# Xylion senegambianus
Xylion senegambianus är en skalbaggsart som beskrevs av Pierre Lesne 1923. Xylion senegambianus ingår i släktet Xylion och familjen kapuschongbaggar. Inga underarter finns listade i Catalogue of Life.